# Camposanto Monumentale
Campo Santo, znan tudi kot Camposanto Monumentale ('monumentalno pokopališče') ali Camposanto Vecchio ('staro pokopališče'), je zgodovinska zgradba na severnem robu stolničnega trga v Pisi v Italiji.
Campo Santo lahko dobesedno prevedemo kot 'sveto polje', ker naj bi bilo zgrajeno okoli ladje svete zemlje iz Golgote, ki jo je v Piso iz tretjega križarskega pohoda v Piso v 12. stoletju prinesel Ubaldo de' Lanfranchi. Legenda trdi, da bodo telesa, pokopana v tej zemlji, zgnila v samo 24 urah. Pokopališče leži nad ruševinami stare krstilnice cerkve Santa Reparata, cerkve, ki je nekoč stala tam, kjer danes stoji stolnica.
Izraz monumentalno ga ločuje od kasneje ustanovljenega mestnega pokopališča v Pisi.

## Zgodovina
Stavba je bila četrta in zadnja, ki so jo postavili na stolničnem trgu. Izvira iz stoletja po prinašanju zemlje z Golgote in je bial postavljena nad prejšnjim pokopališčem.
Gradnjo tega ogromnega, podolgovatega gotskega križnega hodnika je leta 1278 začel arhitekt Giovanni di Simone. Umrl je leta 1284, ko je Pisa v pomorski bitki pri Meloriji proti Genovežanom doživela poraz. Pokopališče je bilo končano šele leta 1464.
Zdi se, da stavba ni bila namenjena pravemu pokopališču, temveč cerkvi, imenovani Santissima Trinità (Presveta Trojica), vendar se je projekt med gradnjo spremenil. Vemo pa, da je bil prvotni del zahodni (in to bi morala biti vsaj nekaj časa omenjena cerkev), ves vzhodni del pa je bil zgrajen zadnji, ki je dokončno zaprl strukturo.

## Zgradba
Zunanja stena je sestavljena iz 43 slepih lokov. Ima dvoje vrat. Tista na desni so okronana z ljubkim gotskim tabernakljem. Vsebuje Devico Marijo z otrokom, obkroženo s štirimi svetniki. Gre za delo sledilca Giovannija Pisana iz druge polovice 14. stoletja. To so bila prvotna vhodna vrata. Večina grobnic je pod arkadami, čeprav jih je nekaj na osrednjem travniku. Notranje dvorišče je obdano z dodelanimi okroglimi loki z vitkim paličevjem in krogovičjem.
Pokopališče ima tri kapele. Najstarejša je kapela Ammannati (1360), ime pa je dobila po grobnici Ligo Ammannatija, učitelja na univerzi v Pisi; kapela Aulla, kjer je bil oltar, ki ga je leta 1518 izdelal Giovanni della Robbia. V kapeli Aulla lahko vidimo tudi originalno kadilno svetilko, ki jo je Galileo Galilei uporabljal za izračun nihajnih gibov. Ta svetilka je tista, ki jo je Galileo videl v stolnici, zdaj pa jo je zamenjala večja, bolj dodelana. Zadnja kapela je Dal Pozzova, ki jo je leta 1594 naročil nadškof iz Pise Carlo Antonio Dal Pozzo; ima oltar, posvečen sv. Hieronimu in malo kupolo. V to kapelo so bile leta 2009 prenesene relikvije stolnice: med ostalimi je enajst izmed dvanajstih apostolov, dva drobca pravega križa, trn iz Kristusove trnove krone in majhen kos obleke Device Marije. V kapeli Dal Pozzo je včasih maša.

## Sarkofagi
Campo Santo je vseboval ogromno zbirko rimskih sarkofagov, ostalo jih je le 84, skupaj z zbirko rimskih in etruščanskih skulptur in žar, ki so zdaj v muzeju sveta.
Sarkofagi so bili sprva povsod okoli stolnice, pogosto pritrjeni na samo stavbo. To, dokler ni bilo zgrajeno pokopališče, potem so jih nabirali na sredini po celotnem travniku. Carlo Lasinio je v letih, ko je bil kustos Campo Santo, zbral številne druge starodavne relikvije, ki so bile po Pisi, da bi na pokopališču naredil nekakšen arheološki muzej. Danes so sarkofagi znotraj galerij, ob stenah.

## Freske
Stene obsežne zgradbe so bile pokrite z več kot 2600 kvadratnimi metri fresk, večjo površino kot v Sikstinski kapeli. Najzgodnejše, ki jih pripisujejo Francescu Trainiju, so bile naslikane 1336/41 v jugozahodnem kotu. Poslednja sodba, Pekel, Zmaga smrti in Thebaid (zgodbe o puščavskih očetih), ki jih običajno pripisujejo Buonamico di Martino da Firenze, detto il Buffalmacco, so bile naslikane v letih po črni smrti. Cikel fresk se nadaljuje z zgodbami Stare zaveze Benozza Gozzolija (15. stoletje), ki so se nahajale v severni galeriji, medtem ko so bile v južni arkadi Zgodbe pisanskih svetnikov, Andrea Bonaiutija, Antonia Veneziana in Spinella Aretina (med 1377 in 1391) in Zgodbe o Jobu Taddea Gaddija (konec 14. stoletja). Hkrati so bile v severni galeriji Zgodbe iz Geneze, Piera di Puccia. Zadnje slike so iz začetka 17. stoletja.
27. julija 1944 je drobček bombe med napadom zaveznikov sprožil požar v Camposantu, ki je gorel tri dni, zaradi česar se je lesena svinčena streha podrla. Uničenje strehe je močno poškodovalo vse znotraj pokopališča, uničilo večino skulptur in sarkofagov ter ogrozilo vse freske. Začetne napore za reševanje fresk je organiziral Deane Keller iz programa spomenikov, likovne umetnosti in arhivov ameriške vojske. Kosi fresk so bili sanirani in postavljena začasna streha, da se prepreči nadaljnja škoda.
Po drugi svetovni vojni so se začela obnovitvena dela. Streha je bila obnovljena čim bližje predvojnemu videzu in freske so bile ločene od sten, da bi jih obnovili in razstavili drugje. Ko so bile freske odstranjene, so bile odstranjene tudi podrisbe, imenovane sinopie. Te spodnje risbe so bile ločene z isto tehniko, ki je bila uporabljena na freskah, zdaj pa so v Muzeju Sinopie na nasprotni strani Trga.
Lepljenje kazeinskega lepila, ki se je sprva uporabljalo za pritrditev slojev barve na lesene nosilce, ni uspelo, potem ko je plesen prodrla v lepilo. To je zahtevalo odlepitev, ponovni prenos in ponovno pritrditev vseh slik na nove nosilce. Da bi preprečili, da bi intramuralna kondenzacija pronicala v plošče, je bil med steno in ploščo postavljen dodelani sistem senzorjev, vtkanih v sintetično tkanino. Ti senzorji vsakih 10 minut prilagodijo temperaturo stene na 3 stopinje temperature okolice in tako preprečijo kondenzacijo.
Obnovitvena dela so se zaključila s ponovno namestitvijo dela cikla Buffalmacca leta 2005; freske Thebiad leta 2014; Pekel leta 2015; Poslednja sodba leta 2017 in Zmaga smrti julija 2018.